# Приозёрный (сельское поселение)
Приозёрный — административно-территориальная единица (административная территория село с подчинённой ему территорией) и муниципальное образование (сельское поселение с полным официальным наименованием муниципальное образование сельского поселения «Приозёрный») в составе муниципального района Корткеросского в Республике Коми Российской Федерации.
Административный центр — посёлок Приозёрный.

## История
Статус и границы административной территории установлены Законом Республики Коми от 6 марта 2006 года № 13-РЗ «Об административно-территориальном устройстве Республики Коми».
Статус и границы сельского поселения установлены Законом Республики Коми от 5 марта 2005 года № 11-РЗ «О территориальной организации местного самоуправления в Республике Коми».

## Население
| 2010 | 2011 | 2012 | 2013 | 2014 | 2015 | 2016 |
| ---- | ---- | ---- | ---- | ---- | ---- | ---- |
| 861  | ↘856 | ↘851 | ↗865 | ↗870 | ↘843 | ↘836 |
| 2017 | 2018 | 2019 | 2020 | 2021 |      |      |
| ↘783 | ↘713 | ↘679 | ↘668 | ↗727 |      |      |

## Состав
Состав административной территории и сельского поселения:
| № | Населённый пункт | Тип населённого пункта          | Население |
| - | ---------------- | ------------------------------- | --------- |
| 1 | Важкуръя         | деревня                         | 258       |
| 2 | Приозёрный       | посёлок, административный центр | 603       |

## Уроженцы
- В селе Важкурья родился Афанасий Николаевич Гудырев (31 января 1901 — 30 мая 1966) — советский государственный деятель. Председатель Окрисполкома Ненецкого национального округа (1943—1948).